# Pützer Kunststofftechnik
Die Pützer Kunststofftechnik GmbH & Co KG wurde Ende der 1950er Jahre von Alfons Pützer zur Grundlagenforschung der Verwendung von Kunststoffen in industriellen und luftfahrttechnischen Anwendungen in Bonn gegründet.

## Geschichte
Seit Mitte der 1950er Jahre kamen bei der Alfons Pützer KG im Rahmen der industriellen Baugruppen-Fertigung vermehrt auch Kunststoffe zur Anwendung. Auch im Flugzeugbau wurden bei der Alfons Pützer KG im Rahmen der Pützer Elster 1957 erstmals Kunststoffe für nichttragende Strukturen verwendet. Bei der Verwendung von Kunststoffen im Flugzeugbau arbeitete Alfons Pützer Ende der 50er Jahre intensiv mit Ludwig Bölkow und der Bölkow GmbH in Nabern zusammen. Zur Abgrenzung der Risiken der Grundlagenforschung von der Alfons Pützer KG gründete Alfons Pützer kurz darauf die Pützer Kunststofftechnik GmbH & Co KG (PKT) in Bonn. Die PKT war ein reiner Forschungsbetrieb ohne eigene Produktion oder größere Labore. Notwendige Arbeiten und Versuche wurden üblicherweise durch die PKT an externe Organisationen oder Betriebe vergeben und über die PKT koordiniert. Zur Finanzierung der Grundlagenprojekte trat die PKT bei öffentlichen Stellen als Antragsteller auf. Die wissenschaftlichen Erkenntnisse aus den verschiedenen Grundlagenprojekten wurden innerhalb der PKT über zahlreiche Patente gesichert.
Zu den anfänglichen Schwerpunktthemen bei der PKT gehörte die Entwicklung geeigneter Kunststoffbaustrukturen, wie etwa Kunststoff-Wabenstrukturen und spätere Composite-Strukturen. Erste größere Kunststoff-Baugruppen für den Flugzeugbau entstanden bei der PKT mit Flügelendtanks für den Lockheed Starfighter. Auch tragende Strukturen, wie das Ringleitwerk von Erich Ufer für den Pützer Bussard wurden von der PKT unterstützt.
Um 1960 gründeten Alfons Pützer und Ludwig Bölkow das Studienbüro für Leichtflugzeugbau, an dem die PKT und die Bölkow Apparatebau GmbH in Nabern beteiligt waren. Das Ziel dieses Studienbüros war der Bau eines ersten vollständig aus Kunststoff hergestellten Motorflugzeugs, das zunächst unter der Bezeichnung Bölkow-Pützer B.P. 205 lief. Später stieß Hanno Fischer von der Rhein-Flugzeugbau GmbH aus Mönchengladbach zu dieser Studiengruppe. Die drei Partnerunternehmen gründeten daraufhin 1963 das Gemeinschaftsunternehmen Leichtflugtechnik Union GmbH (LFU), das zu je einem Drittel von der Bölkow GmbH, der Pützer Kunststofftechnik und dem Mönchengladbacher Luftfahrtunternehmen Rhein-Flugzeugbau GmbH unterhalten wurde. Über die PKT wurden im Rahmen der LFU vor allen Dingen Fragen der Baugruppen-Herstellung und Werkstoffzusammensetzungen untersucht. Bis 1968 entstand das viersitzige Vollkunststoff-Flugzeug LFU-205.
Von der Verlagerung der luftfahrttechnischen Aktivitäten der Alfons Pützer KG auf die Dahlemer Binz blieb die PKT unberührt. Das Unternehmen blieb als eigenständiger Forschungsbetrieb unabhängig von der späteren Sportavia in Bonn ansässig.
Die PKT bestand bis in die 70er Jahre als Teilhabergesellschaft der LFU und als Halter der patentrechtlich geschützten Erkenntnisse aus der LFU-Entwicklung. Nach Abschluss und Auflösung der LFU wurde auch die PKT Mitte der 70er Jahre aufgelöst. Die Patentrechte verkaufte Alfons Pützer später an Sportavia.